# Porta di Famagosta
La Porta di Famagosta (in turco Mağusa Kapısı) è una porta nelle mura di Nicosia, a Cipro. É la porta principale della città; è chiamata la Porta Giuliana, o "di sotto" nell'opera "Chorograffia" di Fra Stefano Lusignano, ed è oggi nota come Porta di Famagosta. Questa costruzione, in stile veneziano, è stata copiata dalla celebre Porta Lazzaretto di Candia progettata da Michele Sanmicheli all'inizio del XVI secolo, e consiste in un passaggio a volta attraverso il bastione in terrapieno della città con una cupola sferica accuratamente eseguita, di undici metri (36') di diametro, al centro. Il passaggio è abbastanza grande da permettere l'accesso di due veicoli ed è illuminato da un'apertura circolare al centro della cupola nello stile del Pantheon di Roma. Su entrambi i lati di questo passaggio sembrano esserci ingressi nelle camere oggi bloccate. Il portale esterno della Porta Giuliana è un piccolo arco nell'angolo di rientro od orecchione del bastione Caraffa, oggi alquanto danneggiato dalla rottura delle pietre dell'arco, e mancano le antiche porte. Sul lato interno della porta, di fronte al centro cittadino, si trova un'imponente facciata.

## Storia

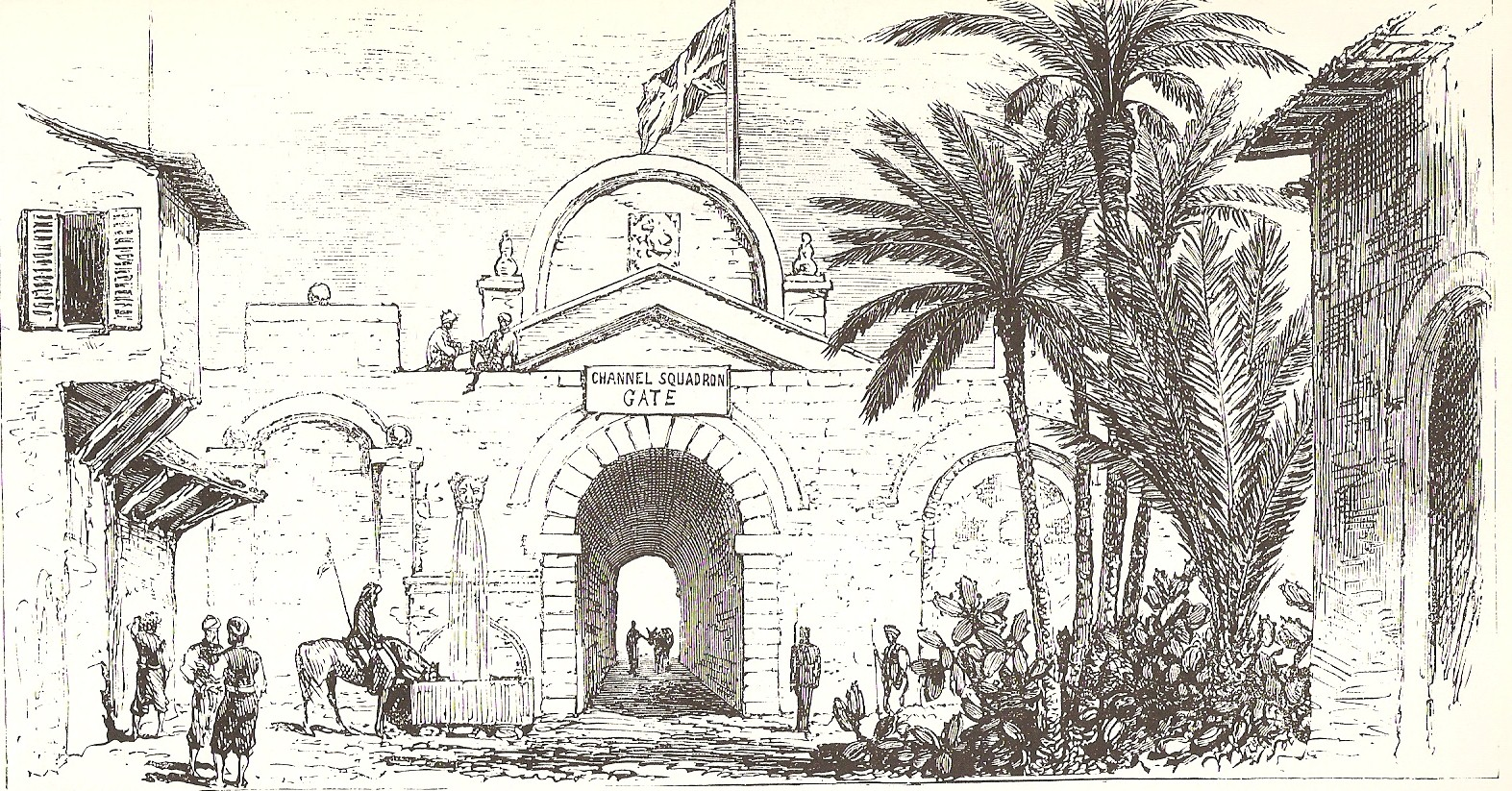
Lato interno della Porta di Famagosta a Nicosia nel 1878

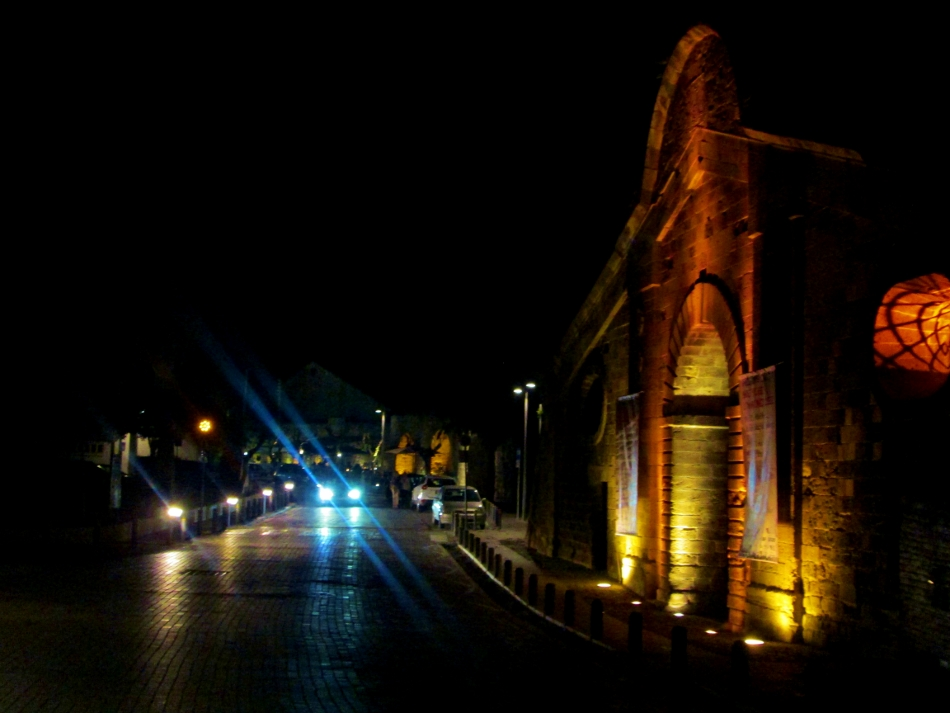
Porta di Famagosta di notte

La porta fu costruita nel 1567 dai veneziani, come parte della nuova cinta muraria ed era originariamente chiamata Porta Giuliani dal suo ideatore. Fu restaurata dagli ottomani nel 1821 e fu aggiunta una vedetta al cancello per una probabile rivolta greca.
Durante il primo periodo ottomano, solo i turchi potevano passare attraverso il cancello a cavallo, mentre i cristiani e gli stranieri erano obbligati a camminare. Il cancello veniva chiuso a chiave al tramonto e riaperto all'alba e rimaneva chiuso il venerdì, il giorno sacro dei musulmani, per dare alle guardie il tempo di pregare.
Durante il periodo coloniale britannico le spaziose stanze della Porta servivano da magazzino per il carburante e di altri materiali. Anche se venne effettuata una graduale opera di conservazione dal 1934 al 1981, prevalsero problemi di umidità e la Porta cadde in disuso.
Nel 1980 il Comune di Nicosia decise di restaurare la Porta e di riutilizzarla come centro culturale. Il pavimento dell'ingresso era ricoperto da un letto di cemento e l'area antistante il cancello era ricoperta di ciottoli. Le pareti interne e il tetto sono state pulite e poi coibentate. Sul pavimento sono stati installati impianti di condizionamento e ventilazione. Le sale sono state dotate di illuminazione generale e di illuminazione speciale per le mostre. Il corridoio e le due stanze laterali possono funzionare nel loro insieme o come tre aree singole.
Il restauro è stato completato nel 1981 e da allora la porta di Famagosta è diventata un luogo affollato per le mostre che aiutano a rigenerare il quartiere di Taht-el-kale di Nicosia.

## Galleria d'immagini

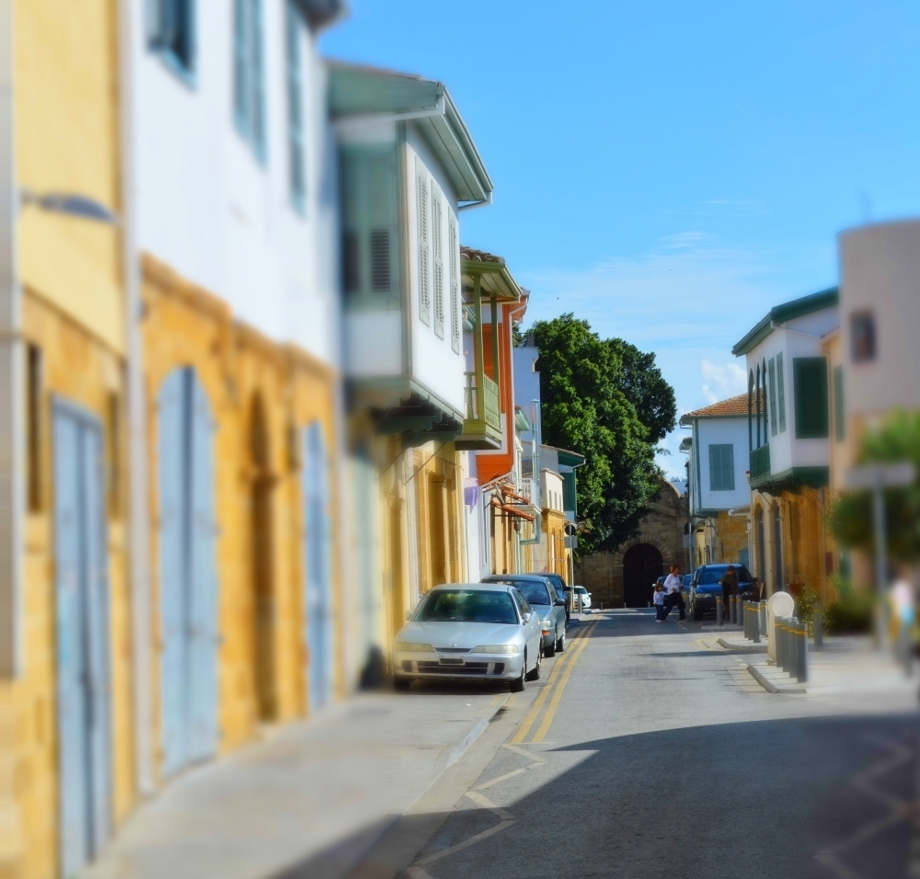
Quartiere di Taht-el-kale e Porta di Famagosta
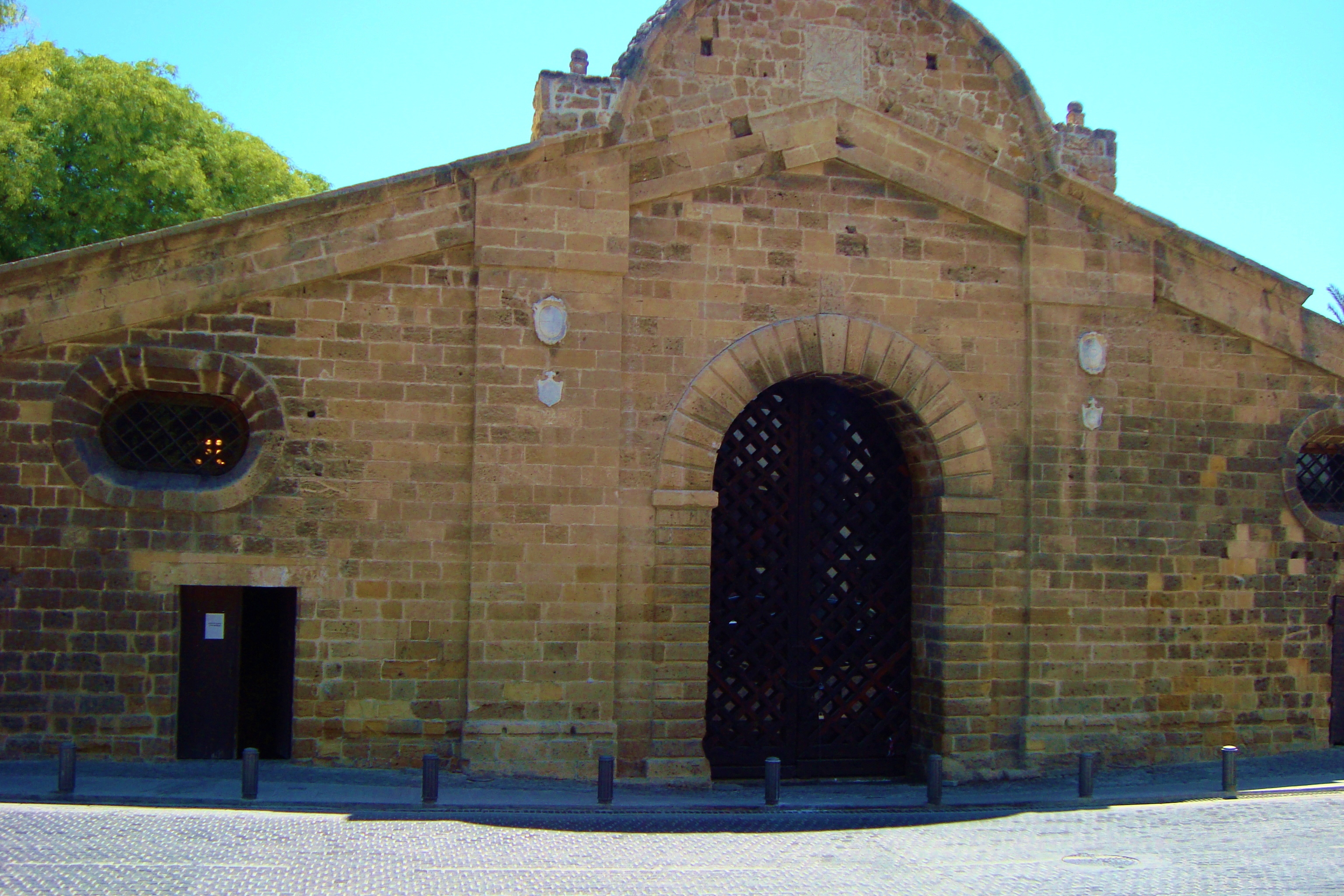
Esterno della Porta di Famagosta
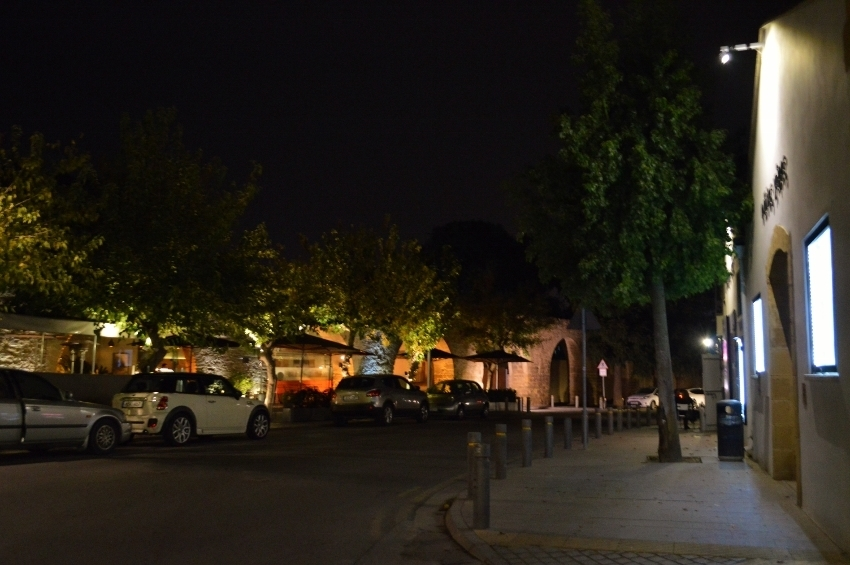
Lounge bar vicino alla Porta
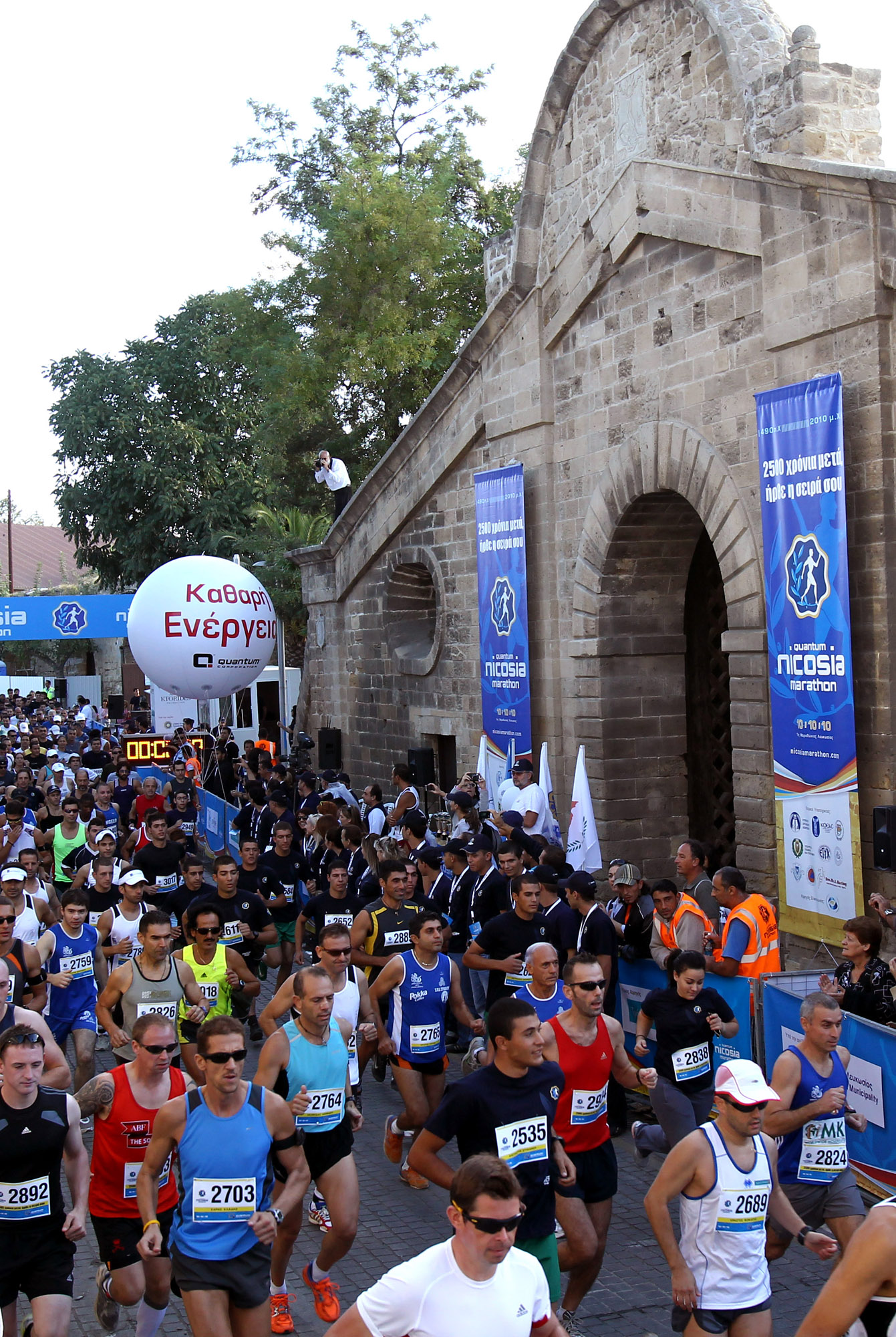
Porta di Famagosta come luogo di partenza della Maratona di Nicosia